# Derewna (rejon stoliński)
Derewna (biał. Дзераўная; ros. Деревная) – wieś na Białorusi, w obwodzie brzeskim, w rejonie stolińskim, w sielsowiecie Horodno, przy granicy z Ukrainą oraz przy Błocie Moroczno.
W drugiej połowie XIX w. opisywana jako głucha wieś pozbawiona dróg komunikacyjnych. W dwudziestoleciu międzywojennym leżała w Polsce, w województwie poleskim, w powiecie stolińskim, do 18 kwietnia 1928 w gminie Terebieżów, następnie w gminie Wysock. Po II wojnie światowej w granicach Związku Sowieckiego. Od 1991 w niepodległej Białorusi.